# تئودور ویش
تئودور پتر یوهان ویش (به آلمانی: Theodor Wisch) (۱۳ دسامبر ۱۹۰۷ – ۱۱ ژانویه ۱۹۹۵) نظامی بلندپایه آلمانی در دوره رایش سوم و از اعضای وافن اس‌اس بود.